# تل أهل
تل أهل هو موقع أثري على بعد 18 كم شمال بعلبك في محافظة بعلبك الهرمل.
يعود تاريخ الموقع الأثري حسب الدرايات التقديرية لعلماء الآثار المتخصصين على الأقل إلى العصر البرونزي المبكر.

## الموقع
يقع على بعد 18 كم شمال بعلبك في محافظة البقاع. حيث تعتبر محافظة البقاع عامرة بالمواقع الأثرية التلية التي تضم تربتها عدة عشرات منها، تعود للعصور الحجرية والبرونزية القديمة.

## الحفريات
سجل أول تاريخ بداية الحفريات في سنة 1966، وقد قام بهذه الدراسة الميدانية الأركيولوجية فريق متخصص من علماء الآثار، وهم الأثريون: أ. جيركو، أ. كوسخي، أولغا توفنيل، لورين كوبلاند، بيتر ج. ويسكومب.(بالإنجليزية: Jirk A. Kuskhe, Olga Tufnell, Lorraine Copeland, Peter J. Wescombe)